# Jeepers Creepers - Il canto del diavolo
Jeepers Creepers - Il canto del diavolo (Jeepers Creepers) è un film horror statunitense del 2001, scritto e diretto da Victor Salva. In Italia il film è uscito il 23 agosto 2002.
Nel 2003 è stato realizzato un sequel del film, Jeepers Creepers 2 - Il canto del diavolo 2. Nel 2017 è uscito nelle sale Jeepers Creepers 3, sequel del primo film e prequel del secondo. Nel 2022 è uscito un reboot dal titolo Jeepers Creepers: Reborn.

## Trama
Darry e sua sorella Trish stanno tornando a casa per le vacanze di primavera. Su una strada deserta un vecchio furgone li sorpassa e, poco dopo, vedono l'autista gettare qualcosa in un tubo vicino ad una vecchia chiesa.
Volendo scoprire cos'è stato gettato, Darry si cala nel tubo e scopre una cripta, che probabilmente è la cantina della chiesa, in cui sono presenti cadaveri coperti da sacchi di plastica. Uno di questi corpi si sta ancora agitando e il ragazzo, dopo averlo aperto, trova un uomo a cui sono stati prelevati alcuni organi. Darry, poi, ispeziona il resto del seminterrato, dove trova molte cose strane e macabre: dei vecchi arnesi di legno, delle fiale contenenti liquidi per l'imbalsamazione e una lastra di legno con su raffigurata una creatura umanoide con le ali. Ma la cosa più scioccante che il ragazzo scopre sono centinaia di corpi che rivestono le pareti della cantina.
I due fratelli si dirigono verso una stazione di servizio per poter chiamare la polizia ma, mentre si trovano lì, ricevono una telefonata da una misteriosa donna che afferma di sapere cosa hanno visto i fratelli e che sono in grave pericolo. I due, dopo essere stati attaccati due volte dall'uomo misterioso, si recano alla stazione di polizia dove incontrano Jezelle (la donna che li aveva chiamati prima), una sensitiva, che racconta loro la storia del Creeper, una terribile e famelica creatura che si sveglia ogni ventitré anni e che per ventitré giorni uccide e mangia le persone; sente la paura nelle sue prede, capendo così chi potrebbe interessargli da mangiare, e si traveste da uomo per nascondere la sua identità. Improvvisamente, un black out lascia la centrale di polizia al buio e il Creeper uccide alcuni poliziotti. Il mostro, raggiunti i fratelli, li mette all'angolo e, dopo averli annusati, sceglie di prendere solo Darry. Trish cerca di convincerlo a prendere lei e a risparmiare il fratello, ma dato che Trish non ha paura il Creeper non cambia idea e vola via con Darry.
Nel finale, vediamo il Creeper nel suo nuovo nascondiglio (una fabbrica abbandonata) con esposto il corpo di Darry, ormai morto e privato di diversi organi tra cui gli occhi.

## Produzione
Il titolo originale del film inizialmente era Here comes the Boogeyman. A Gina Philips e Justin Long non fu permesso di incontrare Jonathan Breck, che aveva il ruolo del Creeper, prima delle riprese così da non diminuire l'impatto che i due avrebbero avuto vedendolo la prima volta sul set al primo ciak.

## Doppiaggio
l'edizione Italiana del film viene doppiato dalla Cast Doppiaggio con il direttore del Doppiaggio era Carlo Valli mentre nel Ridoppiaggio viene eseguito dalla CDR con il direttore del Doppiaggio Mino Caprio.

## Distribuzione

### Edizioni home video

#### Prima edizione
La prima edizione fu uscì in VHS e in DVD da maggio 2003 per il noleggio e da ottobre dello stesso anno per la vendita, distribuita dalla Miramax Home Entertainment:

##### VHS
- lingua in Dolby Surround

##### DVD
- lingue in italiano, inglese;
- sottotitoli in italiano e inglese;
- 24 scene.

#### Seconda edizione
La seconda edizione è del 2012, distribuita dalla Eagle Pictures:
- lingue in italiano, inglese;
- sottotitoli in italiano, italiano per i non udenti;
- accesso diretto alle scene;
- crediti del DVD.